# 斎藤力良
斎藤 力良（さいとう ちから、別表記 : 齋藤 力良、1951年または1952年 - ）は、日本の地方公務員。川崎市建設局長、同市上下水道事業管理者、同市副市長を歴任。瑞宝小綬章受章。

## 人物・経歴
中央大学卒業。1978年 川崎市役所に入庁し、総務局秘書部長、建設局長などを歴任。2010年 (平成22年) ４月 水道局と建設局下水道部を統合して誕生した川崎市上下水道局の初代上下水道事業管理者に就任。2011年7月 国土交通省に戻った小田広昭の後任として副市長就任。重点施策として「羽田空港国際化を踏まえた川崎臨海部の新たな展開」と「JR東日本南武線の機能強化（連続立体交差事業）」を挙げた。2014年3月 福田紀彦市長が元総務局長の菊地義雄を新副市長とする人事案を提出したことに伴い、副市長退任。

## その他役職
- アジアヘッドクォーター特区と京浜臨海部ライフイノベーション国際戦略 総合特区の連携に関する検討会 委員[6]

## 栄典
2022年 (令和4年) 春の叙勲で瑞宝小綬章を受章